# Sergio Marcelo Vázquez
Sergio Marcelo Vázquez (San Martín, 22 de noviembre de 1967) es un exfutbolista y actual entrenador argentino. Actualmente dirige a Alvarado de Mar del Plata que disputa en la Primera Nacional.

## Trayectoria

### Como jugador
Como futbolista profesional formó parte de San Martín de Mendoza, Atlético Palmira, Leonardo Murialdo y Huracán Las Heras.

### Como entrenador
En 1998, se inició como ayudante de campo (AC) de Pablo Comelles en Independiente Rivadavia, luego en Luján de Cuyo y por último Patronato de Paraná. Como primer entrenador dirigió varios clubes, entre los que se destacan Gimnasia de Mendoza con el que ganó un Torneo Argentino B, Deportivo Guaymallén a quien salvó del descenso, San Martín de Mendoza con el que estuvo varias veces cerca de ascender y Estudiantes de Río Cuarto con el que obtuvo un Torneo Federal B y en 2019 un Torneo Federal A.

## Clubes

### Como jugador
| Club              | País      | Año |
| ----------------- | --------- | --- |
| San Martín (M)    | Argentina |     |
| Atlético Palmira  | Argentina |     |
| Murialdo          | Argentina |     |
| Huracán Las Heras | Argentina |     |

### Como entrenador
| Club                         | País      | Año           | P   | PG  | PE  | PP  | GF  | GC  | DG   | % v.   |
| ---------------------------- | --------- | ------------- | --- | --- | --- | --- | --- | --- | ---- | ------ |
| Gimnasia y Esgrima (M)       | Argentina | 2004          | ?   | ?   | ?   | ?   | ?   | ?   | ?    | ?      |
| Juventud Unida Universitario | Argentina | 2005          | ?   | ?   | ?   | ?   | ?   | ?   | ?    | ?      |
| Gimnasia y Esgrima (M)       | Argentina | 2005-2006     | 46  | 18  | 16  | 12  | 54  | 42  | +12  | 50.72% |
| General Paz Juniors          | Argentina | 2007          | ?   | ?   | ?   | ?   | ?   | ?   | ?    | ?      |
| Gimnasia y Esgrima (M)       | Argentina | 2007-2008     | 9   | 1   | 3   | 5   | ?   | ?   | ?    | 22.22% |
| San Martín (M)               | Argentina | 2008-2009     | ?   | ?   | ?   | ?   | ?   | ?   | ?    | ?      |
| Juventud Alianza             | Argentina | 2010-2011     | ?   | ?   | ?   | ?   | ?   | ?   | ?    | ?      |
| San Martín (M)               | Argentina | 2011-2012     | 36  | 16  | 13  | 7   | ?   | ?   | ?    | 56.48% |
| Andes Talleres               | Argentina | 2012-2013     | ?   | ?   | ?   | ?   | ?   | ?   | ?    | ?      |
| Deportivo Guaymallén         | Argentina | 2013-2014     | ?   | ?   | ?   | ?   | ?   | ?   | ?    | ?      |
| Huracán Las Heras            | Argentina | 2014-2015     | 38  | 18  | 13  | 7   | 49  | 31  | +17  | 58.77% |
| Estudiantes (RC)             | Argentina | 2015-2021     | 136 | 66  | 46  | 24  | 199 | 105 | +94  | 59.8%  |
| Instituto                    | Argentina | 2021          | 16  | 4   | 7   | 5   | 13  | 18  | -5   | 39.58% |
| Estudiantes (RC)             | Argentina | 2022-2023     | 52  | 20  | 18  | 14  | 54  | 45  | +9   | 50%    |
| Gimnasia (J)                 | Argentina | 2023-2024     | 20  | 9   | 1   | 10  | 20  | 19  | +1   | 46.67% |
| Güemes (SdE)                 | Argentina | 2024-2025     | 36  | 10  | 12  | 14  | 30  | 36  | -6   | 38.89% |
| Alvarado                     | Argentina | 2025-presente | 10  | 3   | 4   | 3   | 7   | 4   | +3   | 43.33% |
| Total                        | Total     | Total         | 399 | 165 | 133 | 101 | 426 | 300 | +126 | 52.46% |

## Palmarés

### Como entrenador
| Título             | Club                   | País      | Año     |
| ------------------ | ---------------------- | --------- | ------- |
| Torneo Argentino B | Gimnasia y Esgrima (M) | Argentina | 2005-06 |
| Torneo Federal B   | Estudiantes (RC)       | Argentina | 2016    |
| Torneo Federal A   | Estudiantes (RC)       | Argentina | 2018-19 |